# Yoshiko Kawashima
Yoshiko Kawashima (川島芳子 Kawashima Yoshiko?,  född 24 maj 1907, död 25 mars 1948) var en kinesisk (manchuisk) prinsessa som tjänstgjorde som spion åt Japan. Hennes ursprungliga namn var Aisin Gioro Xianyu (愛新覺羅·顯玗) med hedersnamnet Dongzhen (東珍), som betyder "Österns juvel"); hennes kinesiska namn var Jin Bihui (金璧辉). Hon är känd inom skönlitteraturen som "Österns Mata Hari".

## Biografi

### Tidigt liv
Hon föddes i Peking som 14:e dotter till den kejserlige prinsen Shanqi (1866-1922), 10:e son till prins Su av Kina. Efter införandet av republiken i Kina år 1911 lämnade hennes familj Peking och bosatte sig i Lüshunkou i den då japansk-kontrollerade delen av Manchuriet. Hennes fars ambition var att få japansk hjälp att återinsätta kejsardynastin vid makten i Kina. Hon adopterades 1915, vid åtta års ålder, av sin fars japanska vän Naniwa Kawashima. Kawashima beskrivs som en japansk äventyrare: han hade assisterat hennes far i hans strävanden att återinföra monarkin i Kina, och mottog pengar för att gynna deras sak i Japan.

### Japan
Hon fick vid adoptionen det japanska namnet Kawashima Yoshiko, och växte upp i Japan. Trots sin de facto adoption, blev hon aldrig registrerad i familjeregistret, vilket innebar att hon aldrig formellt fick japanskt medborgarskap. 
Hon fick en japansk uppfostran, och det nämns att hon som vuxen inte kunde tala kinesiska språket felfritt.  Hon gick en tid i japansk flickskola, men relegerades för att hon bröt mot skolans ordningsregler: bland annat red hon häst till skolan. Därefter fick hon hemundervisning. Hennes relation till sin adoptivfar beskrivs som komplicerad och motsägelsefull. Hennes styvfar var en nationalistisk ideolog med visst anseende i Japan, och han tog emot unga manliga nationaliststudenter i sitt hushåll. Yoshiko Kawashima själv uppgav att hon under denna tid tillägnade sig nationalistiska åsikter, och beundrade Jeanne d'Arc.
Hon blev i egenskap av prinsessa omskriven i japansk skvallerpress redan som tonåring, när kärleksförvecklingar påstods ha utspelat sig mellan henne och hennes adoptivfars studenter.  Efter ett misslyckat självmordsförsök vid 17 års ålder klippte hon håret kort och klädde sig sedan ofta som man. Själv kommenterade hon det i pressen som att hon hade beslutat sig för att inte längre vara en kvinna, och nu blivit en man.  Orsaken till hennes självmordsförsök har angetts vara att hon blivit sexuellt utnyttjad av sin adoptivfar.  Huruvida detta inträffade eller inte, har inte kunnat klarläggas. 

### Shanghai
År 1927 gifte hon sig med den mongoliske prinsen Ganjuurjab, son till generalen prins Jengjuurjab, ledare för den manchuisk-mongoliska självständighetsrörelsen, som stöttades av Japan. Paret bodde tillsammans i Lüshunkou i Kina. Förhållandet blev dock olyckligt. Yoshiko Kawashima beskrivs som en utåtriktad karaktär som trivdes med att röra sig ute i nöjeslivet på danssalongerna med sina japanska vänner, medan hennes make föredrog hemlivet, och paret separerade 1929.
Efter skilsmässan bosatte sig Yoshiko Kawashima i Shanghai, där hon i japansk press beskrivs som en ledande figur i stadens nöjesliv. Hon beskrevs som en skönhet som ibland klädde ut sig till man och var känd för sin skicklighet som dansare i Shanghais uteliv. Hon inledde där ett förhållande med den japanska militären Ryukichi Tanaka. Tanaka var anställd av Japan för att värva spioner ur den lokala överklassen, och Yoshiko Kawashima blev där värvad till den japanska underrättelsetjänsten. Hon hade vid denna tid mycket begränsade tillgångar. 
Yoshiko Kawashima uppges ha medverkat i Shanghai-incidenten 1932, där kineser provocerades att attackera japaner i staden, vilket ledde till en japansk militär intervention och en bombning av staden. Enligt Tanaka var det Yoshiko Kawashima som med hjälp av sina kontakter hade mutat japaner i Shanghai att agera provocerande och kineser att attackera dem, vilket ledde vidare till gatustrider och skapade en förutsättning för ett militärt ingripande.  Hon ska också ha vidarebefordrat militära uppgifter från en son till en kinesisk general till den japanska militären.
År 1932 medverkade hon till att övertala sin släkting, Kinas ex-kejsare Pu Yi, att acceptera Japans erbjudande om att bli kejsare i den japanska lydstaten Manchukuo. Hur stor roll hon spelade i det fallet är oklart, eftersom det är väl känt att Pu Yi inte tyckte om henne. Hon spelade däremot en erkänt aktiv roll då hon övertalade Pu Yis ovilliga maka kejsarinnan Wanrong att följa kejsaren till Manchukuo. Wanrong var ovillig att resa, vilket var en propagandamässig förlust för japanerna. Yoshiko Kawashima ska då ha medverkat till att arrangera falska oroligheter i staden för att övertyga Wanrong om att denna var utsatt för livsfara och borde söka skydd hos japanerna, och hon ska själv ha smugglat ut Wanrong från staden och den påstådda faran.
Yoshiko Kawashima mottog från denna tid pengar från den japanska militären, vilket finansierade ett uppseendeväckande lyxliv i Shanghai som omskrevs i japansk press. Den japanska armén betraktade henne vid denna tid som en användbar propagandafigur för deras officiella vision om ” de asiatiska rasernas vänskap”, som de använde för att rättfärdiga sin kolonialism, och medverkade därför till att bygga upp hennes berömmelse i Japan. Det var vid denna tid den japanska författaren Shōfu Muramatsu skrev romanen Dansō no reijin (男装の麗人, ungefär ”En skönhet i manskläder”) om henne, en roman som skrevs med hennes medverkan och som gick som följetong och sedan utgavs som bok i Japan, där den gjorde henne till en permanent berömdhet. Romanen var en äventyrsroman om hennes eget liv, som har uppfattats som en komplicerad blandning av sanning och fiktion.

### Manchukuo och krigstiden
År 1933 lanserades hon av den japanska armén som krigshjälte då hon förklarades ha tagit kommandot för en armé på 3 000-5 000 banditer för att hjälpa den japanska armén att erövra den kinesiska provinsen Rehe åt Manchukuo. Detta slogs upp stort i pressen, där hon presenterades som kommendant Jin Bihui, fotograferades i arméuniform och i japanska tidningar fick smeknamnet "Manchukuos Jeanne d'Arc". Konkret hade hon övertagit kommandot över en kinesisk bandits legosoldater, som var ett av de banditgäng som hade behärskat den kinesiska landsbygden sedan republikens införande, och som hade svurit sin trohet åt henne i en högtidlig ceremoni. Hon ska sedan ha använt denna trupp för att hjälpa den japanska armén av dess erövring av Rehe från en annan kinesisk bandithövding. Det finns mycket litet information om exakt vad hon och hennes soldater gjorde under erövringen av provinsen, men det är möjligt att hon vid något tillfälle deltog i strid, eftersom hon av allt att döma ådrog sig skador under denna tid som hon sedan fick vård för.
Mellan 1933 och 1937 delade hon sin tid mellan Manchukuo och Japan. Hon försörjdes till stor del av den japanska armén, och det är omvittnat hur hon då och då gick till de japanska militärmyndigheterna, bland dem Doihara, och framgångsrikt krävde pengar. Hon hade flera uppmärksammade förhållanden, bland annat med Hayao Tada, kejsar Pu Yis japanske rådgivare, och den flamboyanta japansk-amerikanske advokaten Thomas Abe. Hon var vid denna tid en uppmärksammad kändis i både Japan och Manchukuo, figurerade i pressen, framträdde i radioprogram, spelade in skivor och förekom inom kiosklitteratur. Hon var omtalad för sitt kärleksliv, sin vana att klä ut sig till man, sitt okonventionella sätt och sin frispråkighet, och för sitt sätt att ofta ställa till dramatiska scener.
Yoshiko Kawashima beskrev själv sina åsikter som manchu-nationalistiska: liksom sin far ville hon återuppsätta Kinas manchuiska kejsardynasti på tronen, och hon identifierade sig själv som manchu. Den japanska kolonialismens officiella koncept, Storöstasiatiska sfären för gemensamt välstånd, som officiellt förespråkade självständiga stater för Asiens olika folkgrupper förenade i samarbete, stämde därmed överens med hennes ambitioner att åstadkomma en självständig stat för manchuerna. Under åren i Manchukuo började dock hennes populära offentliga tal i Japan alltmer övergå från hyllande av samarbetet mellan japaner och manchuer till kritik mot de japanska övergrepp som hon varit vittne till, och som hon menade gick emot den officiella japanska propagandans bild av ett jämlikt samarbete.  Under sina offentliga tal var hon under dessa år alltmer ofta klädd i kinesiska manskläder: en traditionell svart kinesisk mansrock med hatt. I mars 1937, samma år som det sino-japanska kriget utbröt, höll hon slutligen ett uppmärksammat tal i Japan, där hon öppet förespråkade fred och vänskap mellan Japan och övriga asiatiska folk.
Hennes växande kritik mot Japans övergrepp i Manchukuo gjorde att hon förlorade sitt värde som propagandafigur för den japanska armén, och hennes berömmelse och kändisskap i Japan att hennes kritik även bedömdes som farlig. Hon drev mellan 1937 och 1938 en kinesisk restaurang i den japanska koncessionen i Tianjin i Kina, finansierad av den japanska armén, som ville ha henne ur vägen. Hon drev restaurangen med sin kvinnliga assistent Chizuko, som hade varit med henne sedan Shanghai och med vilken hon möjligen hade ett förhållande.  År 1938 mördades en av hennes kvinnliga vänner, Wang, i sin sjukhussäng i ett attentat av den kinesiska motståndsrörelsen, eftersom Wang nyligen hade avslutat sitt förhållande med en medlem av motståndsrörelsen och det fanns en oro för att hon skulle avslöja något till japanerna.   Yoshiko Kawashima var på besök hos Wang då denna mördades, blev själv skadad och troddes en tid vara död i den japanska pressen, där en dödsruna publicerades. Efter denna incident stängdes hennes restaurang på grund av obetald hyra. 
Yoshiko Kawashima flyttade sedan till en luxuös privatbostad i Peking. Då hon uppträdde offentligt var det ofta i japansk militäruniform i sin roll som kommendant Jin Bihui, men privat klädde hon sig oftast i traditionell svart kinesisk mansdräkt, åtföljdes av några manliga anställda som hon klädde ut i uniform, och bar ibland sitt husdjur, en tam apa, på axeln. Hon ska under denna tid ha lidit av missbruk och vid flera tillfällen setts injicera sig; det är okänt med vad, och hon har omväxlande beskrivits som opiummissbrukare och andra gånger som beroende av smärtstillande efter tidigare skador.  Hon ska vid denna tid ha ägnat sig åt utpressningsverksamhet i samarbete med den japanska polisen i Peking: polisen grep av henne utsedda förmögna personer, som sedan släpptes efter att hon fått pengar från deras anhöriga mot att hon använda sina kontakter för att få de gripna frisläppta.  Parallellt med detta uttalade hon sig öppet mot den japanska ockupationen, och kallade den japanska propagandan om vänskap mellan de asiatiska folken en lögn och japanerna som skyldiga till åtskilliga övergrepp.
Hennes öppna kritik och hennes utpressningsverksamhet resulterade i att den japanska armén 1940 satte henne i husarrest och beslutade att lönnmörda henne. Lönnmordet omvandlades av hennes kontakter till förvisning till Fukuoka i Japan, där hon sattes under övervakning. När Japan 1941 hamnade i krig med USA, förutsåg hon ett japanskt nederlag och föreslog förgäves Japans utrikesminister att agera medlare mellan honom och Kinas president Chiang Kai-shek.
Kawashima återvände 1941 med sin manliga assistent Ogata Hachiro till sin bostad i Peking, där hon tillbringade krigets återstående fyra år. Hon ska ha varit medveten om att hon var i fara om hon befann sig i Kina vid ett japanskt nederlag, men hennes relation till Japan var också komplicerad, då hon under årens lopp ofta hade beskrivit Japan som sitt andra hem (efter Manchuriet), samtidigt som hon upprepade gånger hade klagat över rasismen mot kineser i Japan. Ogata Hachiro har beskrivit Yoshiko Kawashima som en person som i grunden inte ville någon illa, men som tyckte om att ställa till scener för att dra till sig uppmärksamhet, kanske för att hon var ensam.

### Efter kriget
Yoshiko Kawashima befann sig fortfarande i sin bostad i Peking vid krigsslutet 1945. Hon blev inte evakuerad av japanerna och försökte uppenbarligen inte heller gömma sig. Efter kriget inleddes en jakt i Kina på kollaboratörer (hanjin), och Yoshiko Kawashima efterlystes offentligt. Den 11 oktober 1945 arresterades hon och hennes assistent i hennes bostad, där hon låg sjuk i sin säng men drogs upp och fördes till fängelset i sin pyjamas.
Den kinesiska pressen meddelade samma dag att "en länge eftersökt skönhet i manlig klädsel har arresterats i Peking av det kinesiska kontraspionaget", och ägnade sedan stort utrymme åt hennes fall. Detta var en instabil tid i Kina och Kuomintangregeringen lät i själva verket de flesta kollaboratörer slippa rättegång, men gav i gengäld extra stor publicitet åt vissa högprofilerade fall, av vilka Yoshiko Kawashima var ett. Kinesisk press producerade grova sensationsartiklar om henne, där hon påstods ha haft ett harem av manliga konkubiner som dött en efter en sedan de tvingats tillverka heroin åt henne, och att hon hade arresterats liggande på golvet lidande av veneriska sjukdomar. Under hennes tid i fängelset ska hon - utöver sina försvarsadvokater - inte ha fått besök eller hjälp från någon annan än sin assistent Ogata Hachiro (han hade arresterats med henne, men snabbt släppts fri). 
Yoshiko Kawashima ställdes inför rätta åtalad för landsförräderi genom kollaboration med den japanska ockupationsmakten. Rätten använde sig av romanen "A Beauty in Men's Clothing", där bland annat hennes roll i Shanghai-incidenten 1932, kejsarparets flytt till Manchukuo och hennes militärtjänstgöring som kommendant i erövringen av Rehe 1933 beskrevs. Kawashima förnekade anklagelserna och beskrev sig som en oskyldig kinesisk patriot som ovetandes hade blivit utnyttjad i den japanska propagandan, och hennes försvar menade att hon inte kan ha spelat dessa roller eftersom hon i själva verket var född 1917 och inte 1907 och alltså varit för ung när dessa händelser utspelades för att ha kunnat delta i dem.
Hon och hennes försvar lade också stor vikt vid att hon som adoptivdotter till en japan var att räkna som japansk medborgare, och att hon därför inte kunde ställas inför rätta som en förrädare mot Kina utan snarare borde dömas som en japansk krigsförbrytare, vilket skulle ge en mildare dom.  I verkligheten var hon inte japansk medborgare eftersom hennes adoptivfar aldrig hade registrerat henne i sitt familjeregister. Hennes adoptivfar Naniwa Kawashima förvärrade saken då han vägrade skicka bevis på hennes medborgarskap genom att förfalska sitt familjeregister, utan istället enbart skrev att hon hade fått en japansk uppfostran och av sig själv och andra japaner uppfattades som japan, och genom att ange korrekt ålder och datum för hennes adoption förstörde han också hennes försvarsuppgift om att hon var tio år yngre än hon var. I själva verket var frågan om medborgarskap dock inte så viktig som hon och hennes försvar trodde, eftersom domstolen förklarade att hon genom blodsband räknades som kines oavsett formellt medborgarskap.
Yoshiko Kawashima dömdes som skyldig till landsförräderi till avrättning genom arkebusering 22 oktober 1947. Hon ansökte framgångsrikt om att få avrättas privat i fängelset snarare än offentligt, med endast ett begränsat antal vittnen och journalister närvarande. Hon förklarade att domen var uppgjord på förhand och hon ville gråta, men var besluten att hålla modet uppe och tänkte dö med ett leende.  Hon avrättades i mars 1948 med ett nackskott, stående på knä. Enligt vittnesmål betedde hon sig med värdighet.
Efter hennes avrättning förekom länge rykten om att hon inte hade blivit avrättad, utan utbytt mot en annan fånge och överlevt inkognito.

## Fiktion
Yoshiko Kawashima har sedan 1932 porträtterats i mängder av filmer, böcker och även dataspel. 

### Film
Den första filmen om henne gjordes av en japansk producent samma år som den första romanen om henne kom ut, 1932. 
I filmen Den siste kejsaren spelas hon under namnet "Eastern Jewel" av Maggie Han.